# Выверы
Выверы (бел. Вы́веры) — агрогородок в Молодечненском районе Минской области Беларуси. Административный центр Мясотского сельсовета.

## География
Рядом расположен железнодорожный остановочный пункт Криница.
Пролегает дорога Н-9134.
Ближайшие населённые пункты Криница, Куромшичи, Рухли и др.

## История
С 1904 года в Молодечненской волости Вилейского уезда Виленской губернии.
В фольварке Выверы в юности проживал Томаш Зан с братом.
В 2011 году деревня Выверы преобразована в агрогородок.
13 ноября 2015 года административный центр Мясотского сельсовета перенесен из деревни Мясота в агрогородок Выверы.

## Население

### Численность
- 2019 год — 609 жителей

### Динамика
- 1999 год — 449 жителей (перепись населения)
- 2009 год — 596 жителей (перепись населения)[5]
- 2019 год — 609 жителей (перепись населения)

## Галерея

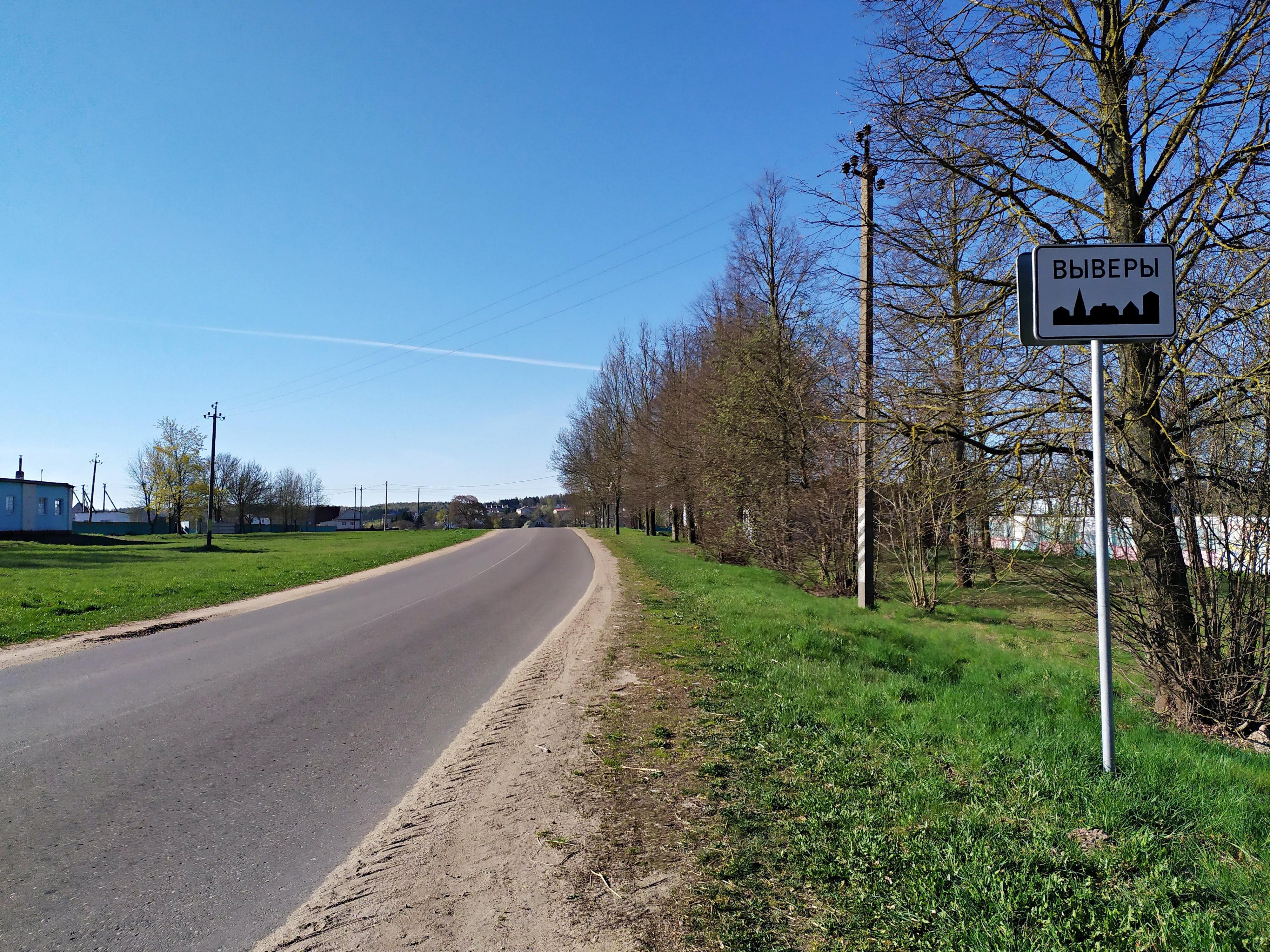
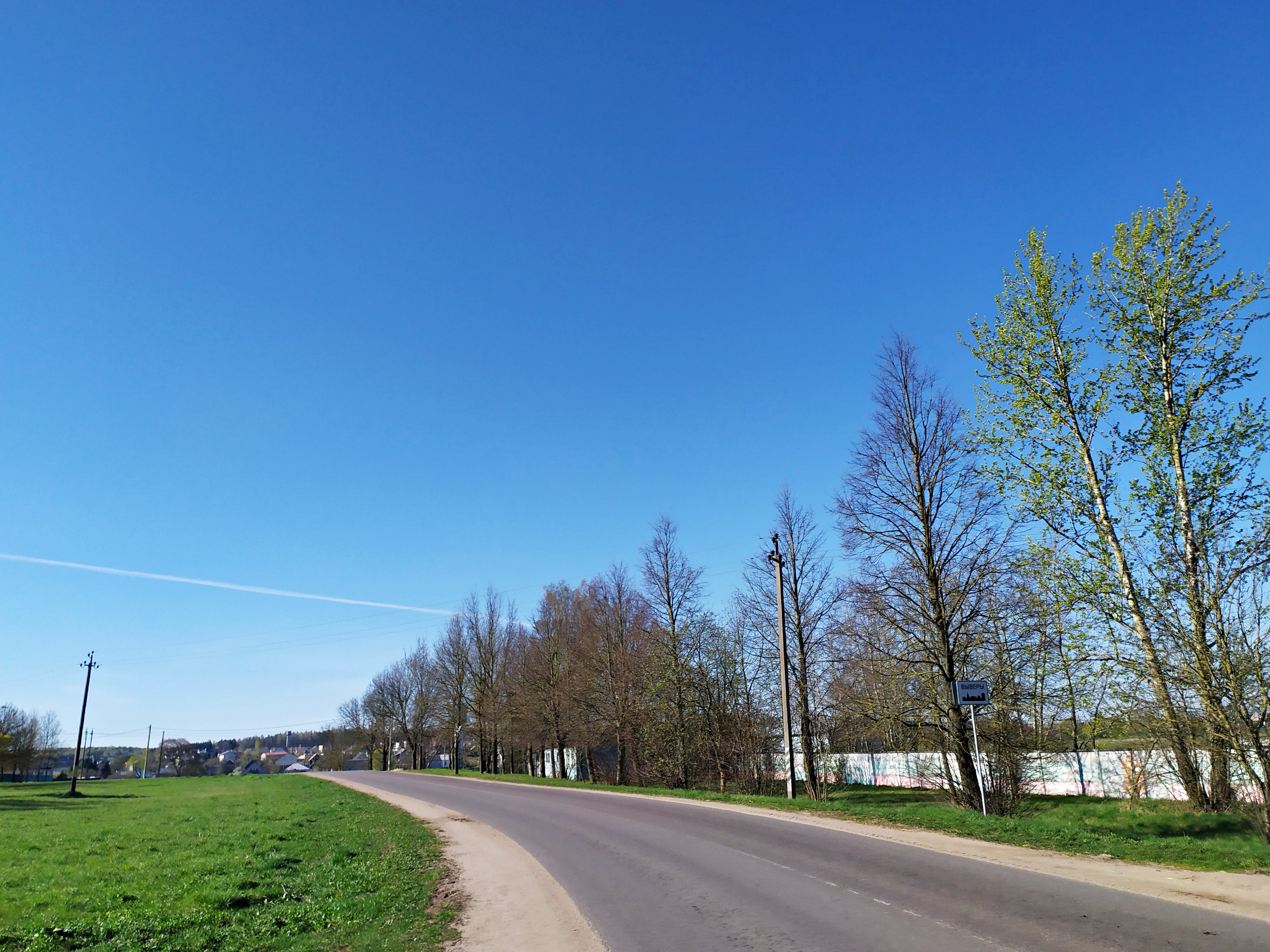
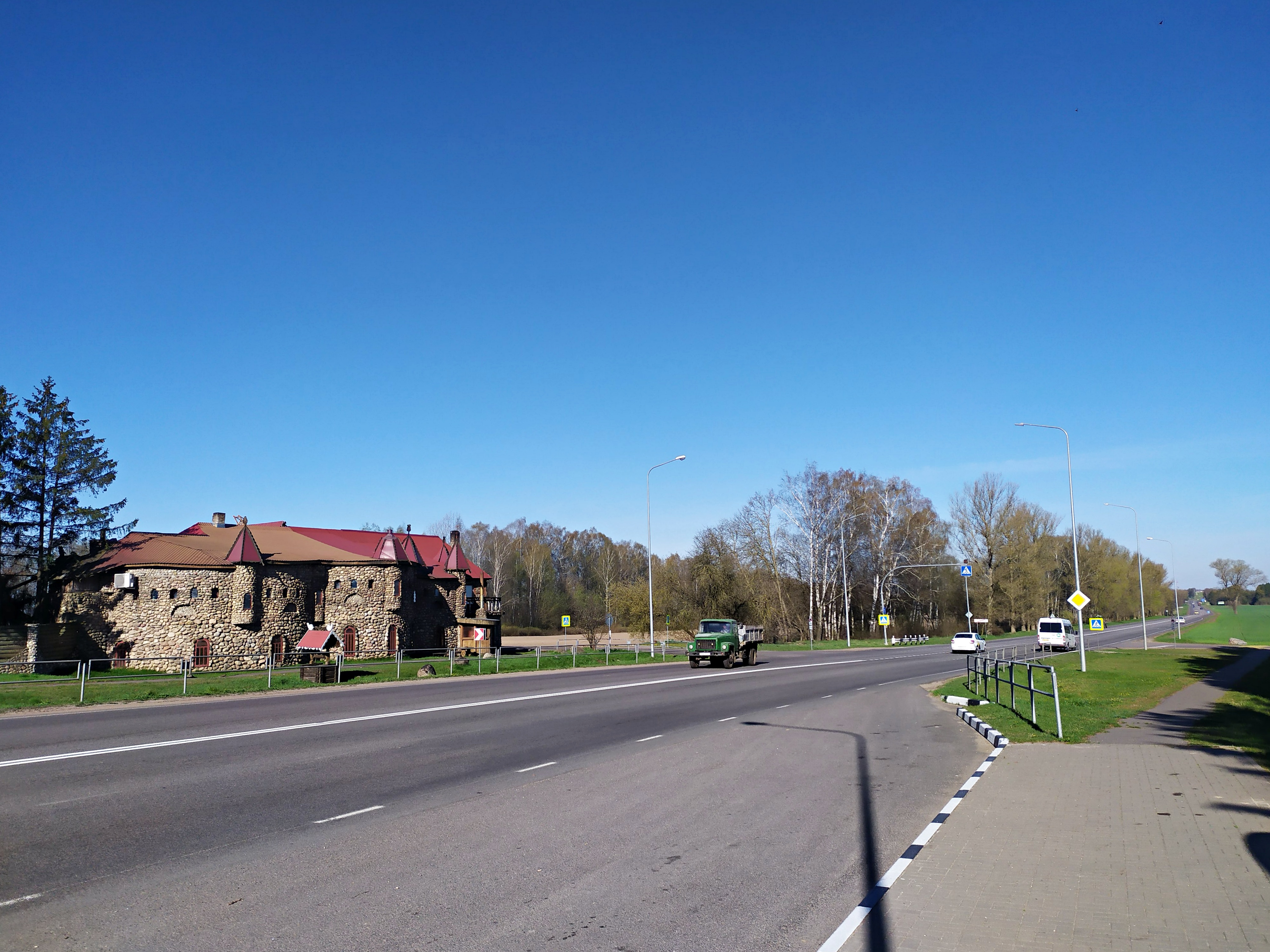
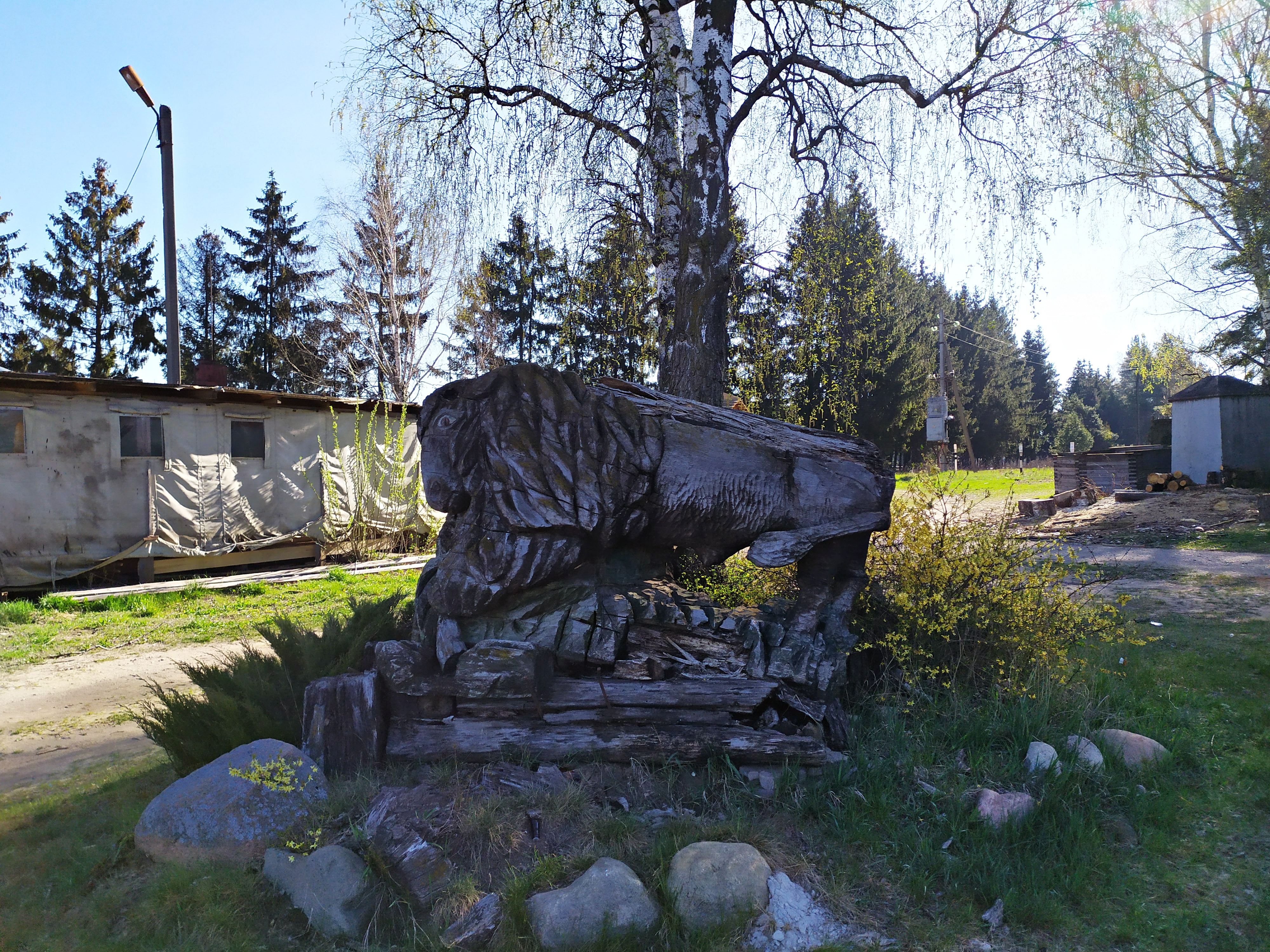
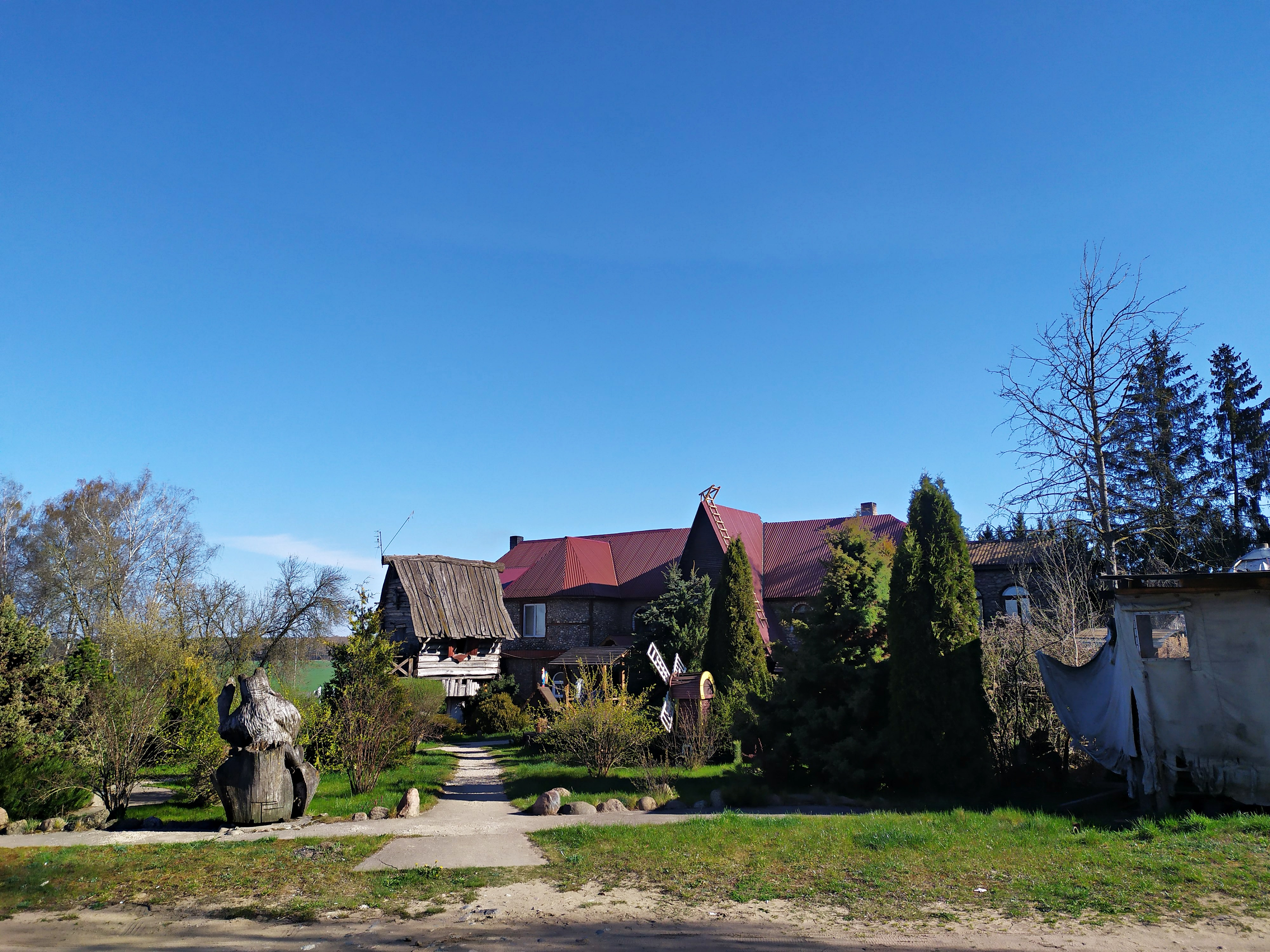
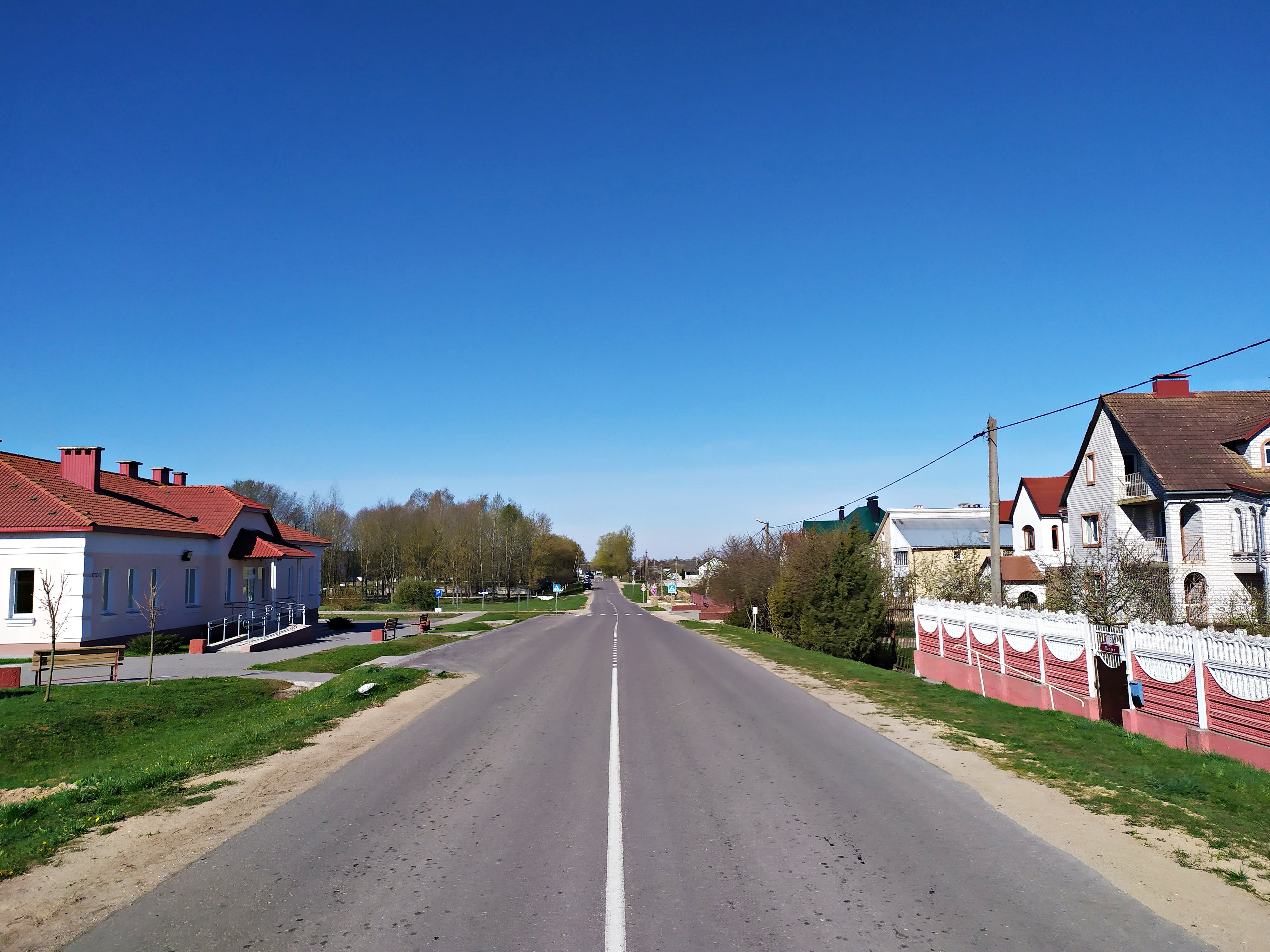
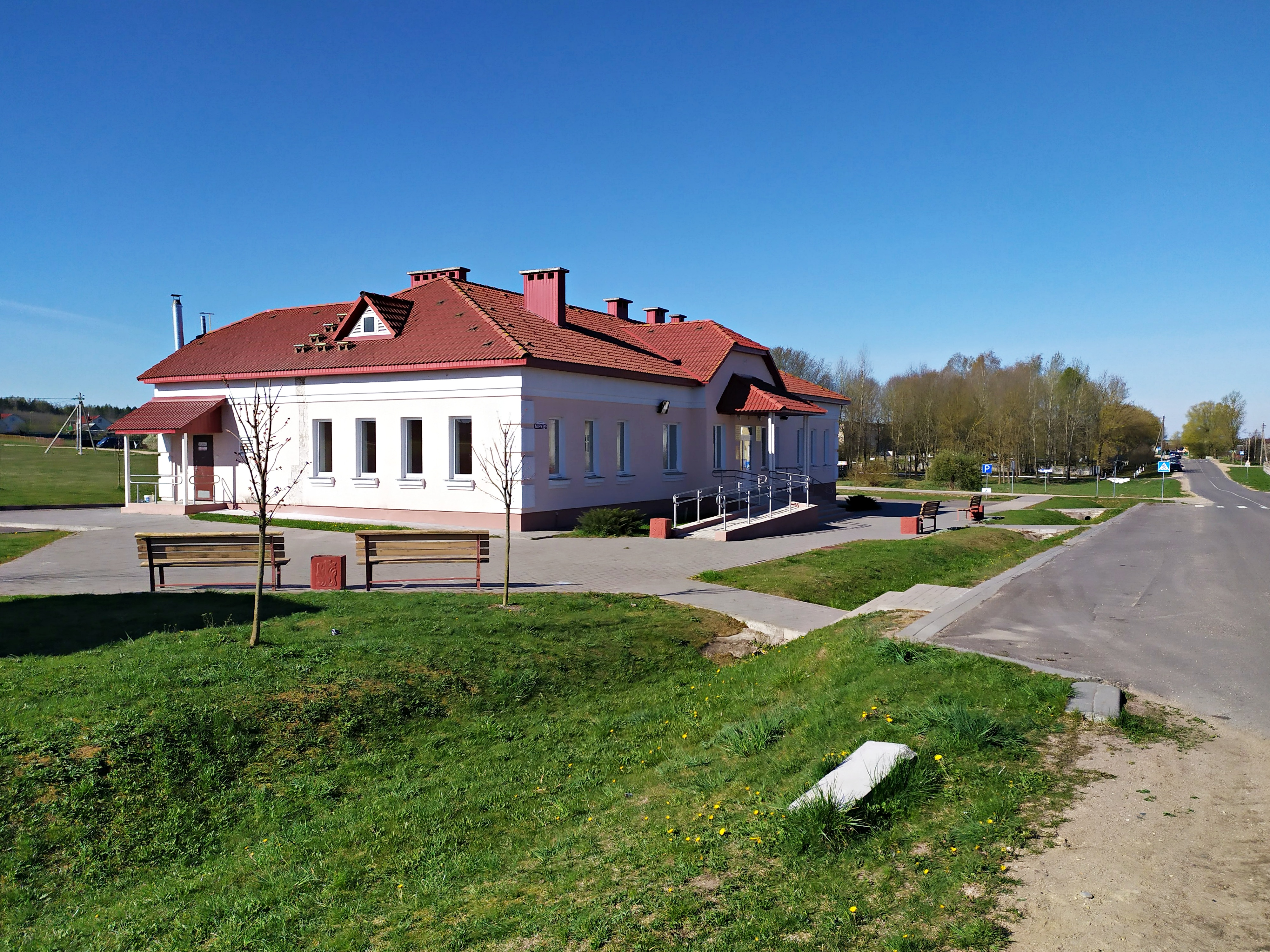
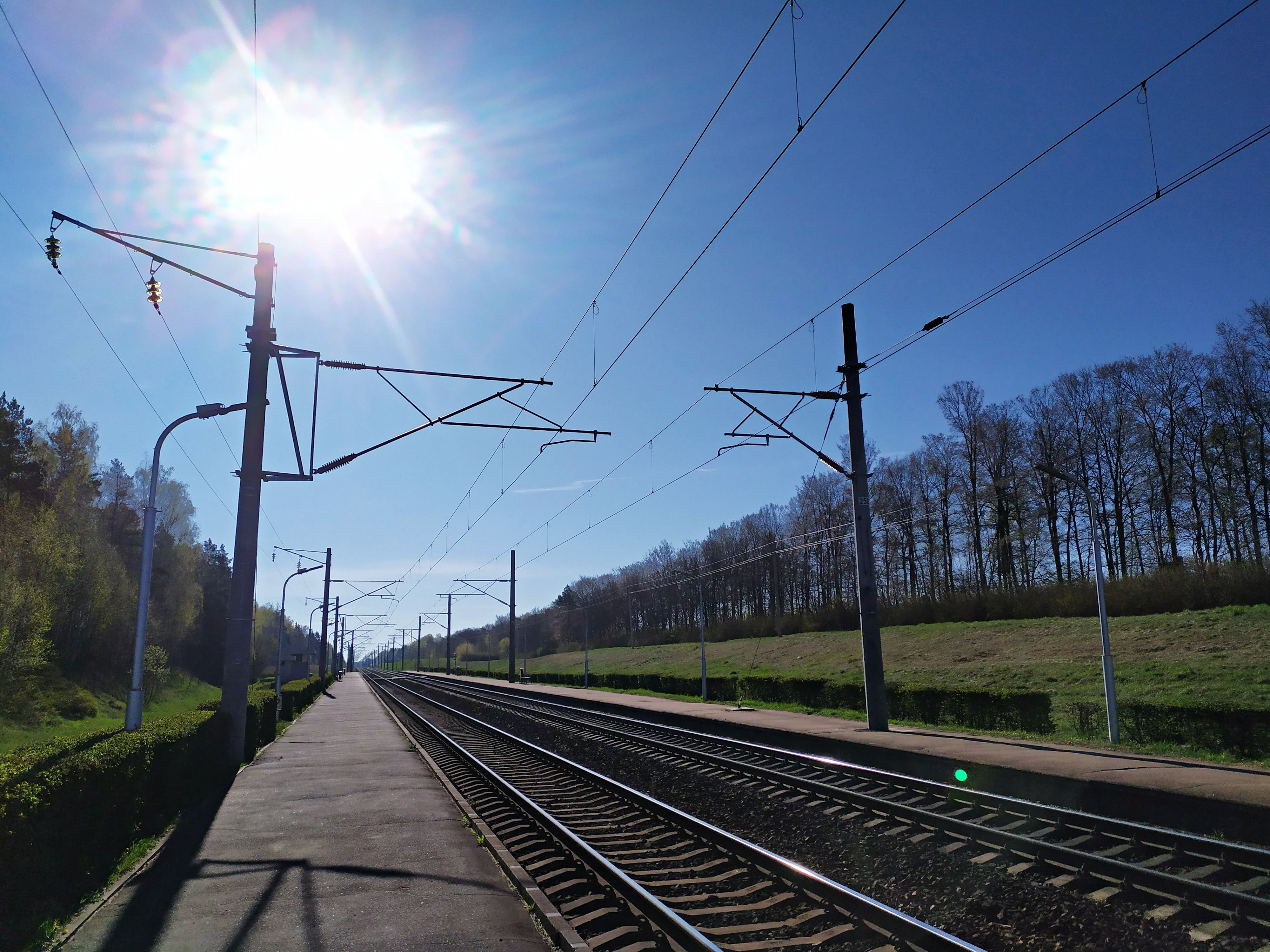
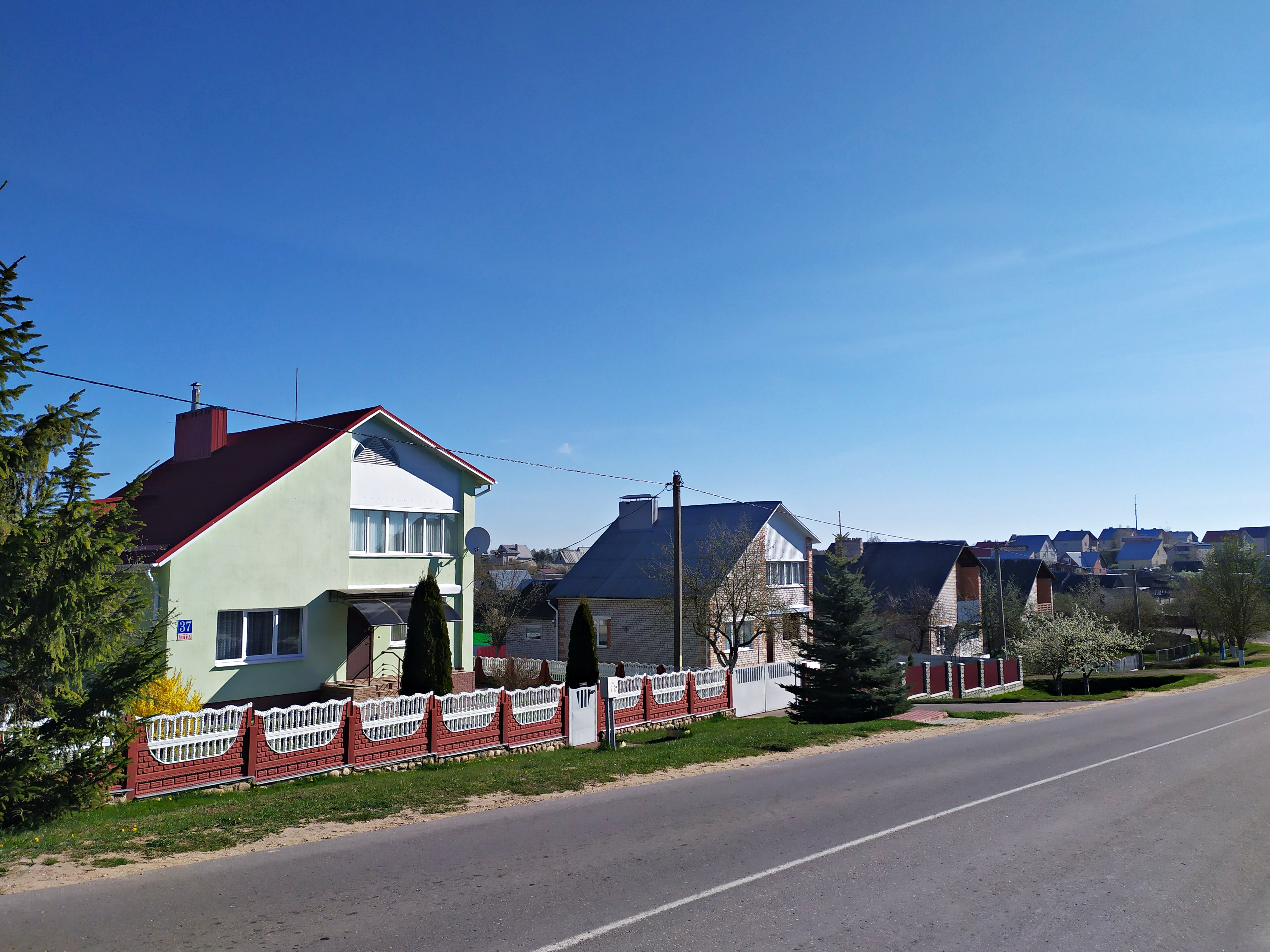
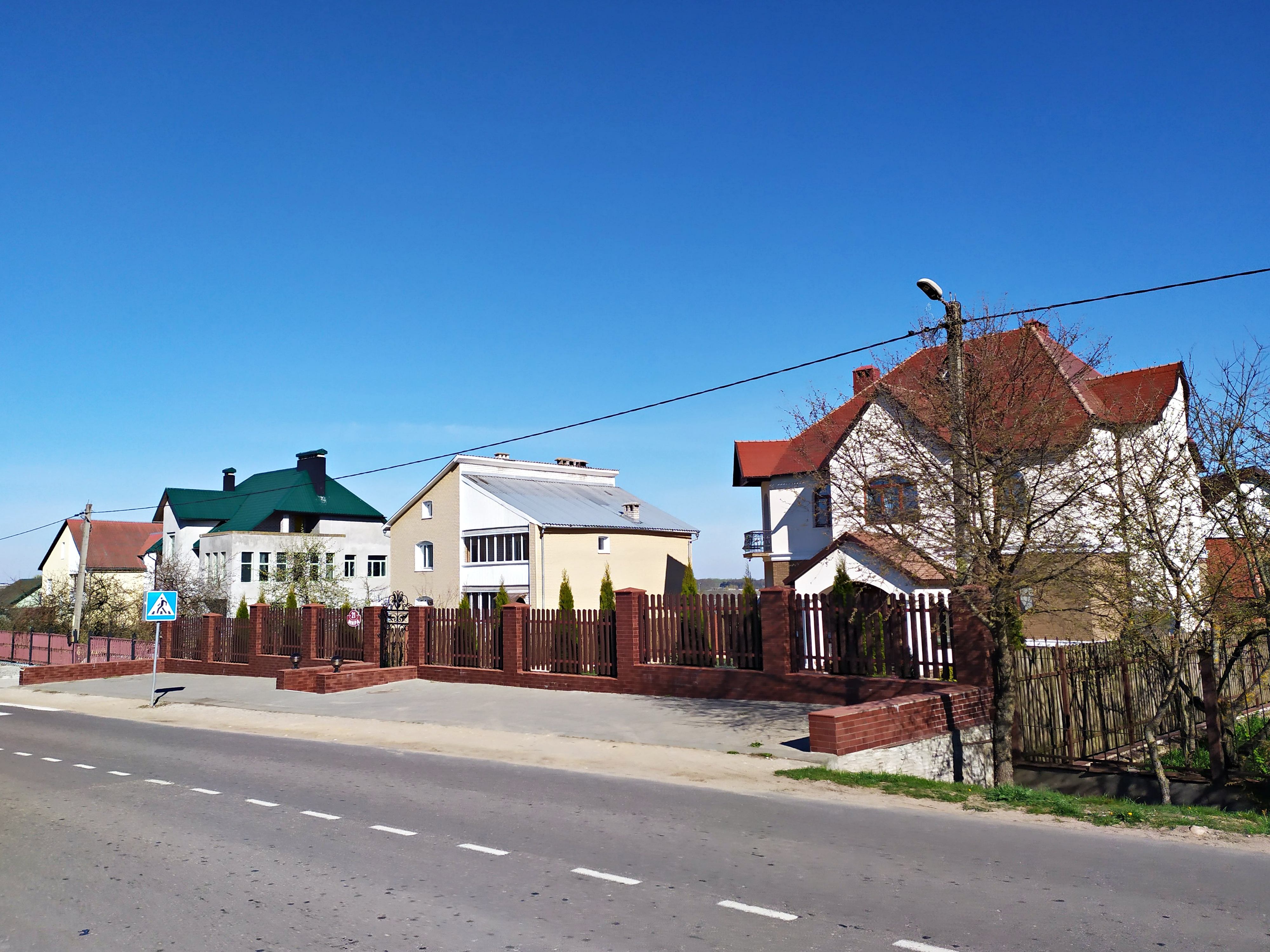
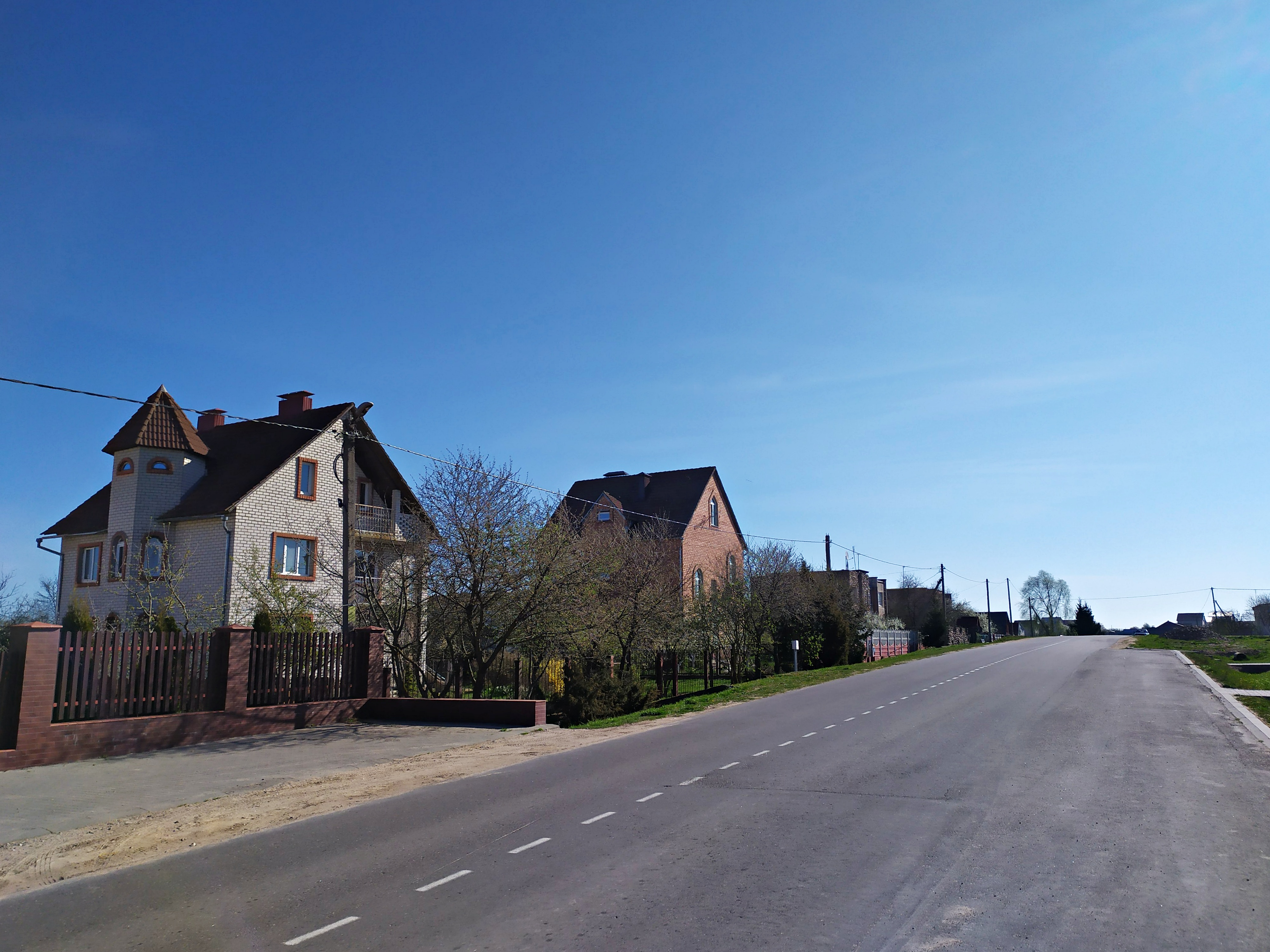
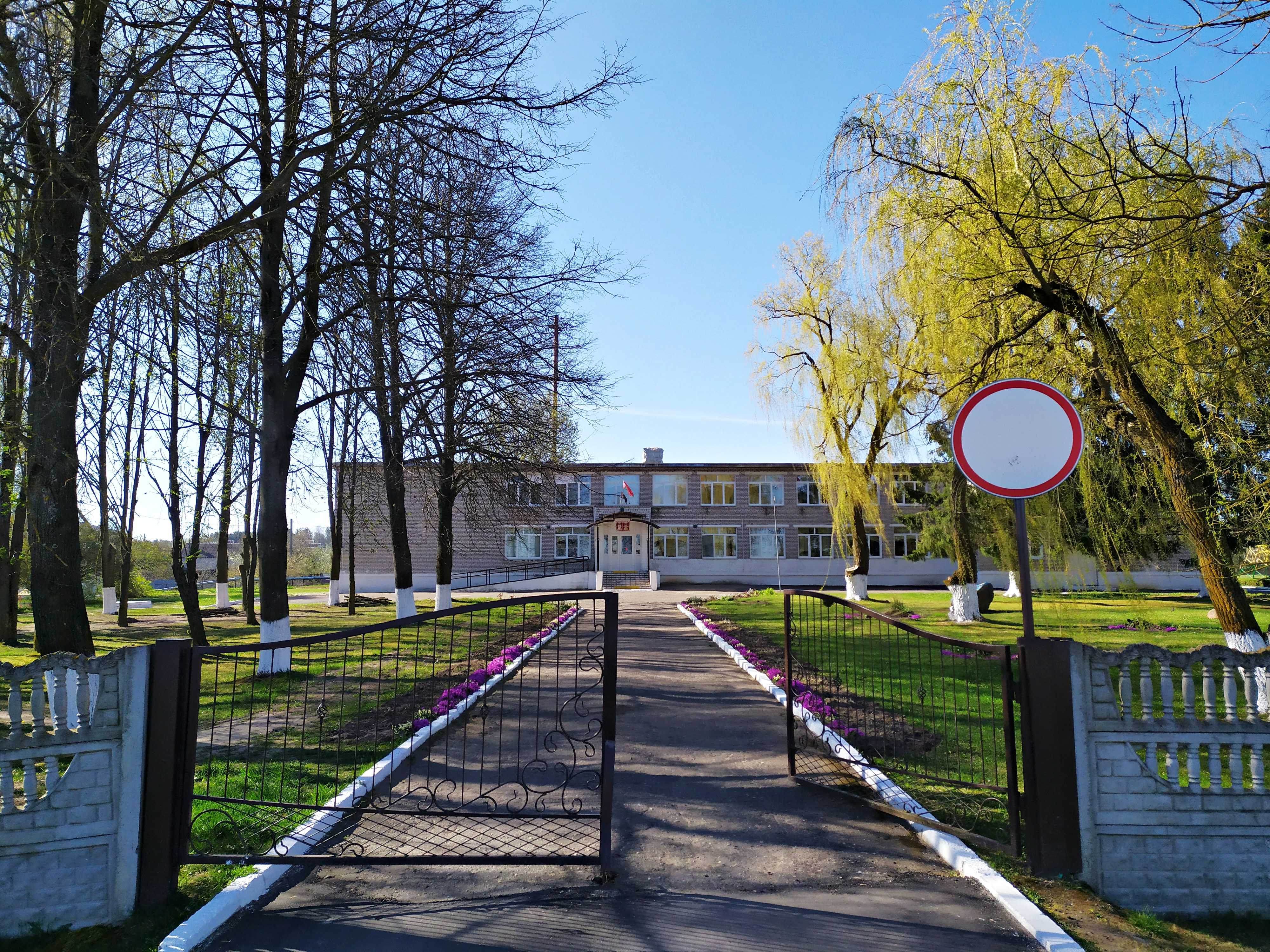
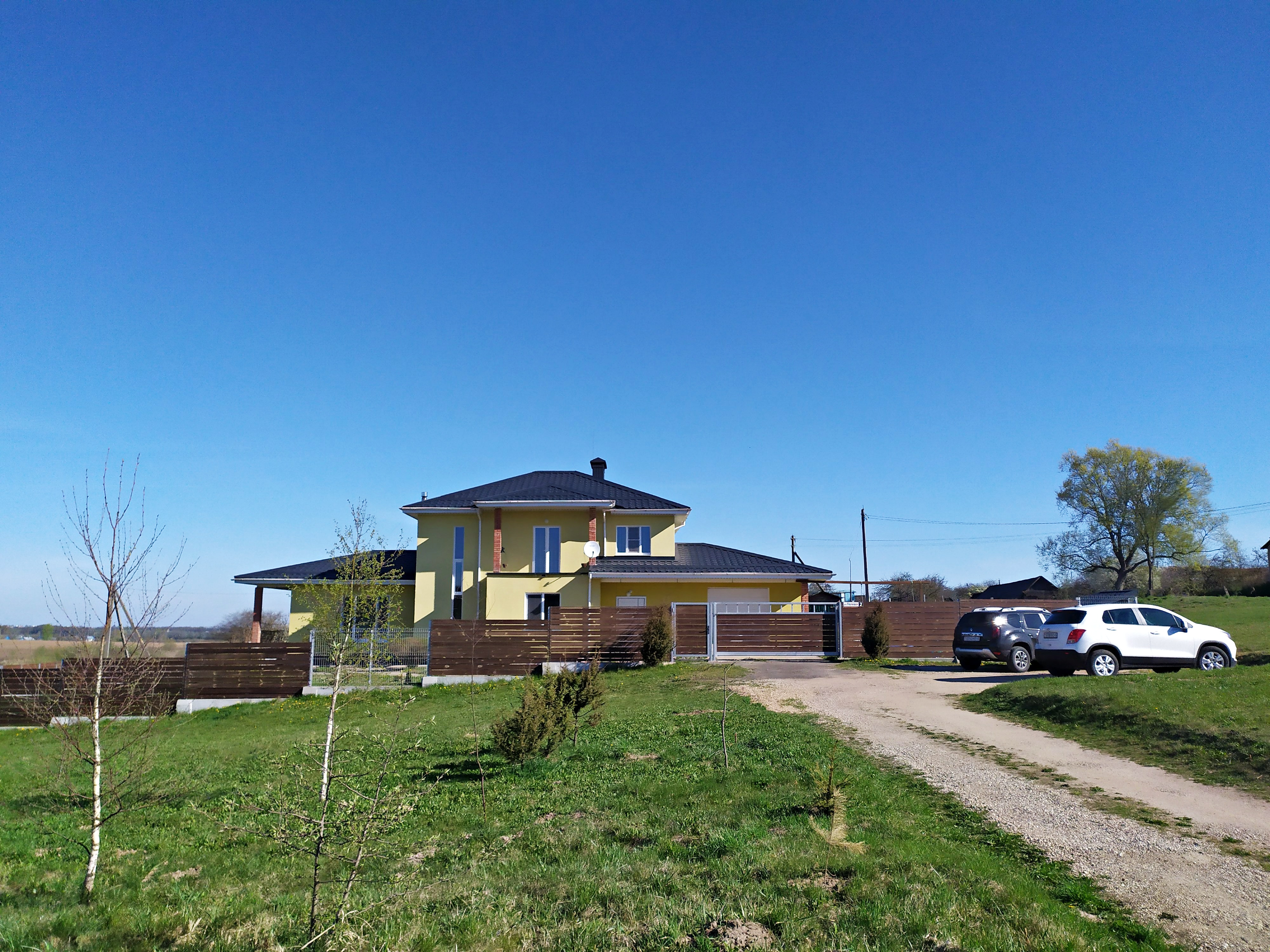
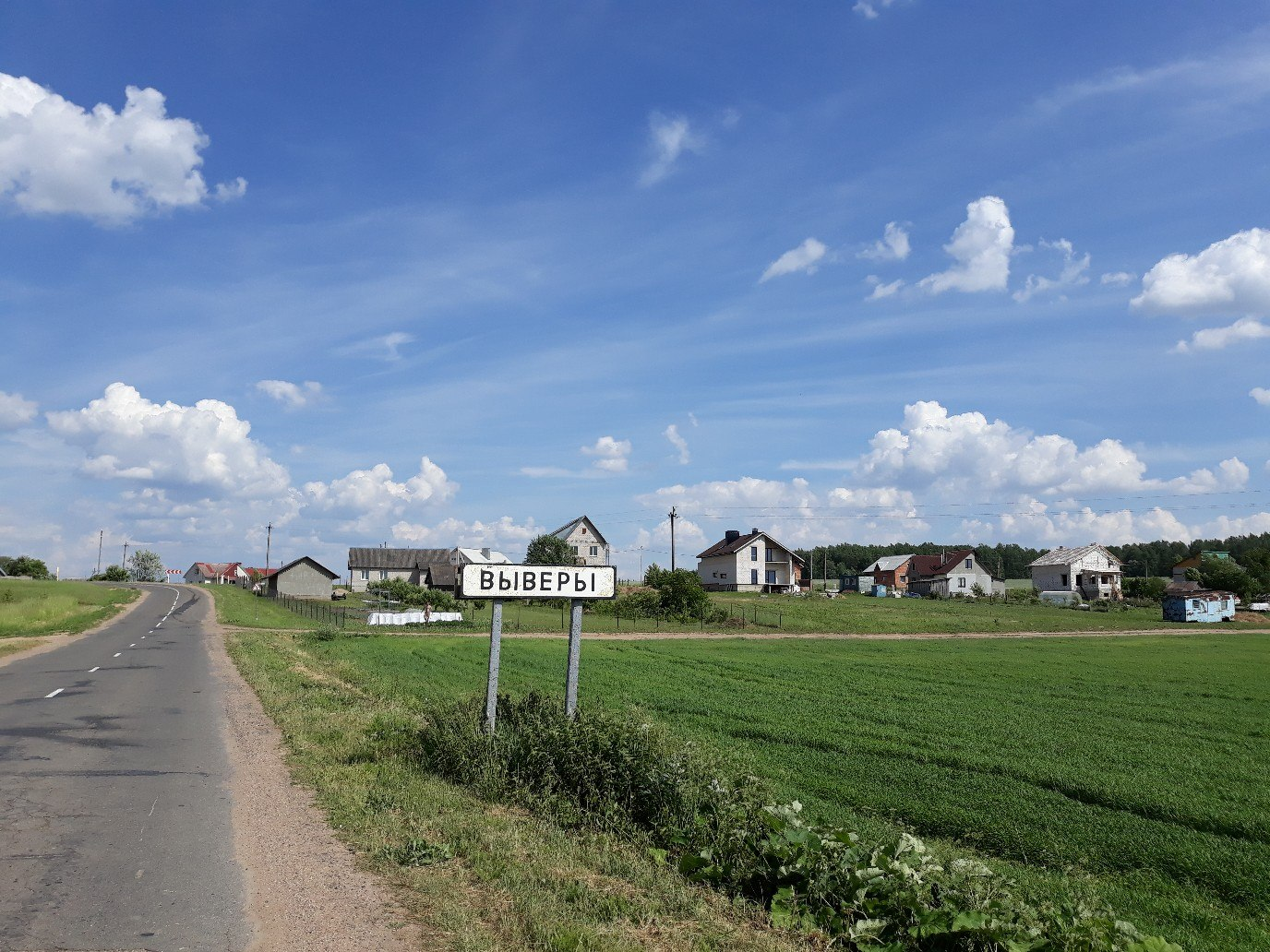
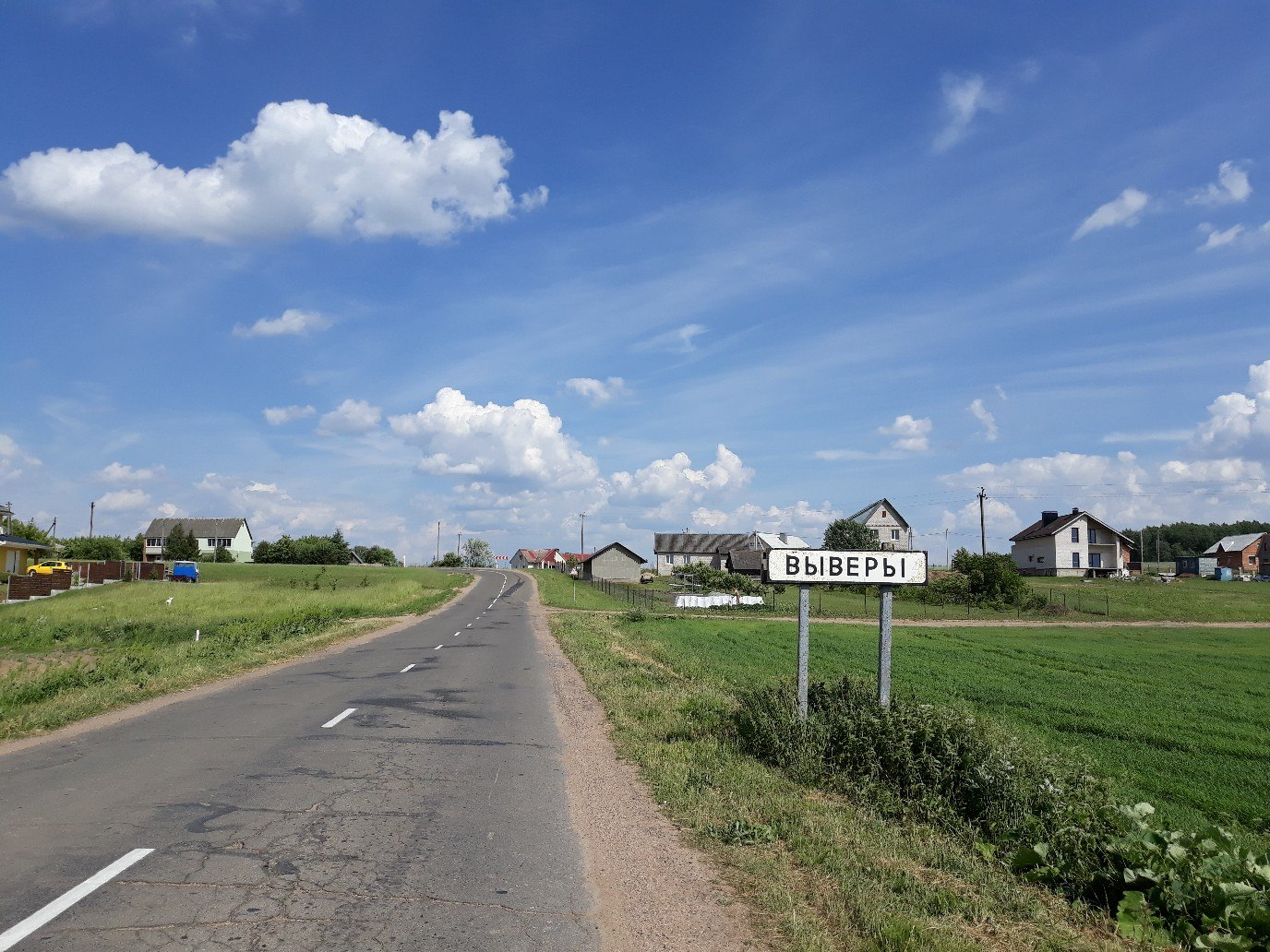

## Инфраструктура
- Базовая школа
- Детский сад

## Достопримечательность
- Храм Св. Пантелеймона